# Barnabasevangeliet
Barnabasevangeliet är en medeltida skrift, vars kristologi överensstämmer med Koranens. Detta så kallade evangelium har i arabisk översättning från 1908 nått en närmast otrolig spridning i islams värld.
Skriften skall ha upptäckts i slutet av 1500-talet. Historien lyder: "En italiensk munk, Fra Marino, satt en dag i samtal med sin vän, påven Sixtus V. De befann sig i påvens privata bibliotek. Sixtus blev trött och somnade. Då upptäckte plötsligt Fra Marino en bok som han aldrig hört talas om – Evangelium enligt Barnabas. Han läste boken och tog den med sig. Han trodde på budskapet och konverterade till islam."
Enligt Barnabasevangeliet är aposteln Paulus en bedragare som har saboterat den sanna kristendomen genom att säga att Jesus var Guds son. Han har också hittat på att omskärelsen inte behövs och att det är tillåtet att äta sådant som är oren mat. Dessutom har Paulus till exempel förtigit att Adam, enligt Jesus, kort tid efter jordens skapelse skall ha sett orden ”Det finns ingen gud utom Gud, och Muhammed är hans budbärare” skrivna i skyn.
I Barnabasevangeliet blir Jesus aldrig dödad, utan Judas grips och korsfästs i han ställe. Jesus förklarar sedan att människorna hädanefter skall leva i den falska tron att han dog martyrdöden, men att Muhammed skall avslöja sanningen.
Det äldsta kända exemplaret av Barnabasevangeliet är en italiensk handskrift från andra hälften av 1500-talet. Det skrevs troligen av en italiensk munk, antingen på 1300-talet eller på 1400-talet. Texten upptäcktes av den preussiske rådsherren J.F. Cramer som i början av 1700-talet köpte manuskriptet i Amsterdam. Senare hamnade det i Nationalbiblioteket i Wien där det fortfarande finns.
Det är lätt att bortförklara Barnabasevangeliet som en muslimsk förfalskning. Dock har Barnabasevangeliet på 1900-talet blivit mycket känd och ofta hänvisad till inom islam och muslimer använder det gärna som argument mot kristendomen. En vanlig muslimsk uppfattning är att texten var accepterad som kanoniskt evangelium i "Nya Testamentet" ända till kyrkomötet år 325, varefter det förbjöds och låg bortglömt i mer än tusen år.